# Liješnje
Liješnje är ett samhälle i Montenegro. Det ligger i den södra delen av landet, 10 km väster om huvudstaden Podgorica. Liješnje ligger 158 meter över havet och antalet invånare är 112.
Terrängen runt Liješnje är huvudsakligen kuperad, men österut är den platt. Runt Liješnje är det ganska glesbefolkat, med 48 invånare per kvadratkilometer. Närmaste större samhälle är Podgorica, 10,4 km öster om Liješnje. Omgivningarna runt Liješnje är en mosaik av jordbruksmark och naturlig växtlighet.